# Toxicity (album)
Toxicity este al doilea album de studio al trupei armean-americane de heavy metal System of a Down, lansat pe 4 septembrie 2001, prin American Recordings și Columbia Records. Față de agresivitatea debutului lor din 1998, albumul are mai multe melodii, armonii și cântare decât albumul menționat anterior al formației. Categorizat în principal ca metal alternativ și nu metal, Toxicity prezintă elemente din mai multe genuri, inclusiv folk, rock progresiv, jazz, muzică armeană și muzică greacă, inclusiv utilizarea proeminentă a instrumentelor precum sitar, banjo, tastaturi și pian. Conține o gamă largă de teme politice și non-politice, cum ar fi încarcerarea în masă, CIA, mediul, brutalitatea poliției, dependența de droguri și fanii.
Toxicity a fost înregistrată la studiourile Cello din Hollywood, California. Au fost înregistrate peste treizeci de melodii, dar trupa a redus numărul de melodii de pe album la paisprezece. Albumul a atins numărul 1 atât în Billboard 200, cât și în Canadian Albums Chart, s-au vândut 222.000 de exemplare în prima săptămână de la lansare, a fost certificat triplu-platină de Recording Industry Association of America în noiembrie 2002 și s-au vândut cel puțin 2.700.000 de exemplare în Statele Unite. Toate single-urile Toxicity au ajuns în Billboard Hot 100. Ultimul single, „Aerials”, a ajuns pe primul loc atât în topurile Mainstream Rock Tracks, cât și în topurile Modern Rock Tracks. Toxicity a primit în principal evaluări pozitive și recenzii de la critici, printre care ratinguri perfecte de la AllMusic, Kerrang!, și Blabbermouth.net. Mulți critici au lăudat sunetul și inovația albumului.
Spectacolele promoționale pentru Toxicity au dus la o serie de incidente controversate. A avut loc o revoltă de șase ore la un concert gratuit la Hollywood cu o zi înainte de lansarea albumului, ca urmare a anulării emisiunii din cauza unui spectacol supraaglomerat; mulțimea prezentă a fost estimată a fi de cel puțin două ori mai mare decât cea așteptată. O altă performanță programată a fost anulată pentru a preveni o revoltă similară, iar formația a făcut apoi un turneu cu Slipknot. Basistul trupei System of a Down Shavo Odadjian a fost hărțuit, insultat etnic și bătut fizic de gardieni atunci când a încercat să intre în culise la un concert din octombrie 2001. Indiferent, turneul a avut succes, iar System of a Down a co-titrat ulterior o parte a turneului Iowa World Tour al lui Slipknot.

### Lista melodiilor
| Nr.             | Titlu                              | Lungime |  |
| 1.              | „Prison Song”                      | 3:21    |  |
| 2.              | „Needles”                          | 3:12    |  |
| 3.              | „Deer Dance”                       | 2:55    |  |
| 4.              | „Jet Pilot”                        | 2:05    |  |
| 5.              | „X”                                | 1:57    |  |
| 6.              | „Chop Suey!”                       | 3:30    |  |
| 7.              | „Bounce”                           | 1:54    |  |
| 8.              | „Forest”                           | 4:02    |  |
| 9.              | „ATWA” ("Air Trees Water Animals") | 2:56    |  |
| 10.             | „Science”                          | 2:42    |  |
| 11.             | „Shimmy”                           | 1:50    |  |
| 12.             | „Toxicity”                         | 3:40    |  |
| 13.             | „Psycho”                           | 3:48    |  |
| 14.             | „Aerials”                          | 6:11    |  |
| Lungime totală: | Lungime totală:                    | 44:01   |  |